# Raymond Newnham
Raymond Newnham (ur. 27 kwietnia 1968 na Wyspach Cooka) – piłkarz z Wysp Cooka grający na pozycji pomocnika w Matavera Rarotonga.

## Kariera klubowa
W latach 2000–2003 był zawodnikiem Matavera Rarotonga.

## Kariera reprezentacyjna
Jedyny występ w reprezentacji Wysp Cooka Newnham zaliczył w 2001 roku.